# 霍恩徹奇站
霍恩徹奇站（英語：Hornchurch tube station）是倫敦地鐵的一個車站。霍恩徹奇站位於倫敦東北部黑弗靈區霍恩徹奇地區的南部，是區域線的車站。霍恩徹奇站位於倫敦第6收費區。